# Dichromodes ornata
Dichromodes ornata là một loài bướm đêm trong họ Geometridae.